# Anna-de-Noailles-Denkmal

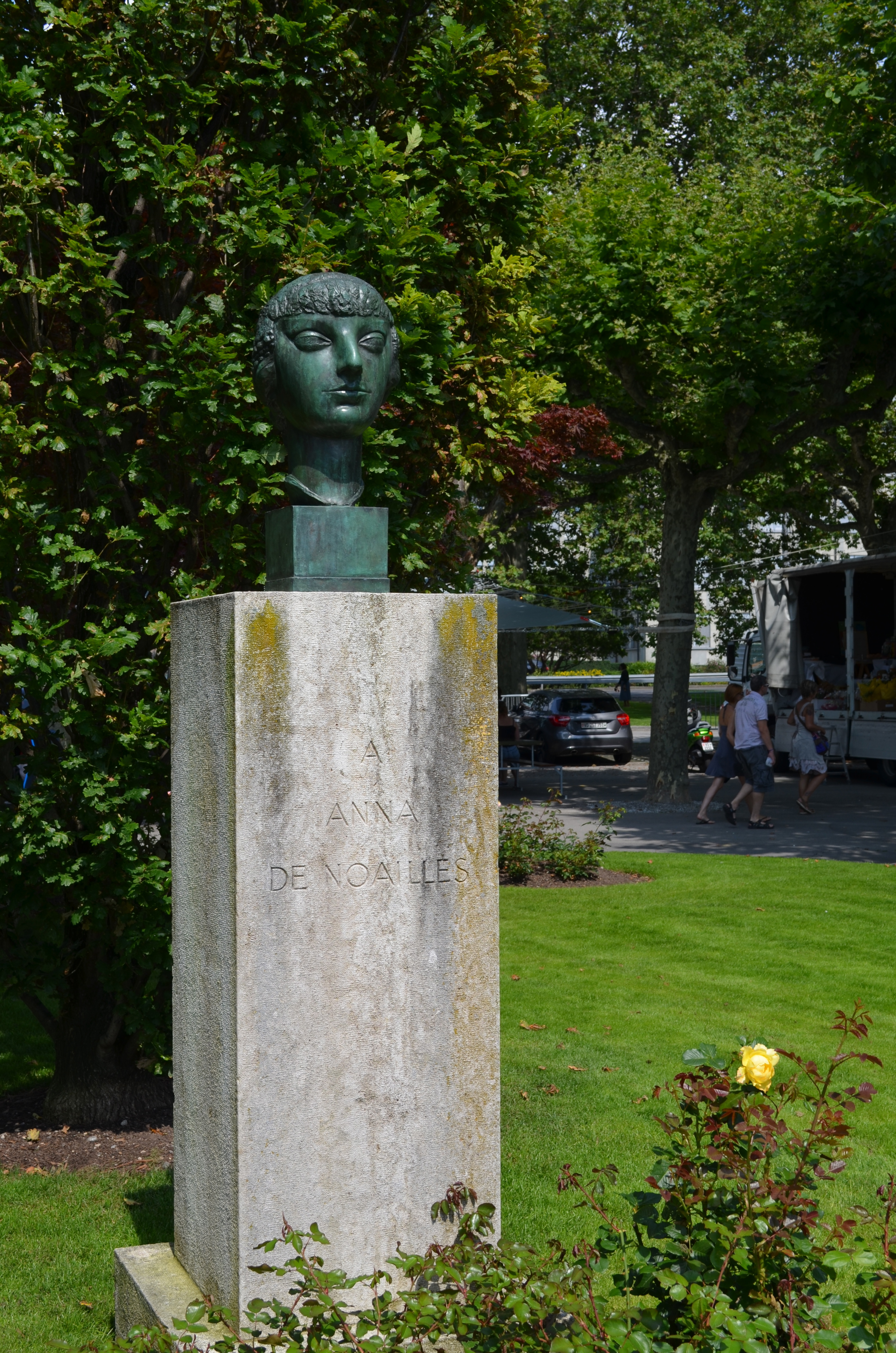
Das Anna-de-Noailles-Denkmal (2013)

Das Anna-de-Noailles-Denkmal ist ein 1936 errichtetes Büstendenkmal in Vevey in der Schweiz, das der französischen Dichterin Anna de Noailles (1876–1933) gewidmet ist. Es ist eines der ersten, je nach Definition sogar das erste bürgerliche Verdienstdenkmal für eine Frau in der Schweiz. Die Bronzeplastik ist ein Werk von James Vibert.

## Geschichte
Anna de Noailles verbrachte einen Grossteil ihrer Kindheit in Amphion-les-Bains und blieb dem Genfersee, auf den sich zahlreiche Reminiszenzen in ihrem Werk finden, auch späterhin verbunden. Sie hielt sich auch wiederholt am Schweizer Ufer des Sees auf. Nach ihrem Tod am 30. April 1933 wurde ihr Herz in Amphion bestattet. Am 25. August 1935 fand in Evian eine gross angelegte Gedenkfeier statt.
Der Genfer Bildhauer James Vibert schuf kurz nach Noailles’ Ableben eine Büste von ihr und regte an, einen Abguss davon in einer Schweizer Stadt am Genfersee aufzustellen. Zu diesem Zweck konstituierte ihr Freund Richard Heyd ein Initiativkomitee, dem er als Präsident vorstand. Dank zahlreichen Spenden aus Frankreich und der Schweiz konnte die Büste schliesslich in Bronze gegossen und ein Postament ausgeführt werden. Der grosszügige Spender Louis Dapples, damals Präsident des Verwaltungsrats von Nestlé, holte das Denkmal nach Vevey.
Die öffentliche Einweihung fand am 3. Oktober 1936 statt und stand unter der Schirmherrschaft von Dapples, Graf Clauzel, dem französischen Gesandten in der Schweiz, und Ignacy Jan Paderewski, einem polnischen Komponisten und Politiker, der eng mit Noailles befreundet war. Im Namen des Komitees übergab die Kunstkritikerin Lucienne Florentin das Denkmal der Stadt Vevey. Der Bürgermeister Gustave Chaudet nahm es dankend in Empfang und verlas eine Botschaft der belgischen Académie royale de langue et de littérature françaises, der Noailles angehört hatte. Weitere Reden hielten Jean Vignaud, Präsident der französischen Société des gens de lettres, Henri de Ziegler, Vizepräsident des Schweizerischen Schriftstellervereins, Maurice Bujard, Staatsrat des Kantons Waadt, und Graf Clauzel.
Vibert stellte die Originalbüste noch im selben Jahr am Pariser Herbstsalon und im Musée Rath in Genf aus.
2016 brachte der «Verein der Freunde des alten Vevey» eine von Noailles’ Urenkelin Eugénie de Brancovan verfasste Metallplatte am Denkmal an.

## Rezeption
Aus dem Jahr 1958 ist eine humoristische Note des Gemeinderats Edouard Umbehr (SP) über den Niedergang des Denkmals überliefert:

«Statue ayant perdu un bras, toute verdie de vert-de-gris, laide et salie: pauvre Anne de Noailles, personne ne sait plus ton nom. Toi si plaisante, si radieuse, en face de ce lac que tu aimais tant, tu sers d’épouvantail aux mouettes. ‹Sic transit gloria mundi›.»

«Die Statue hat einen Arm verloren, ist vor Grünspan ganz grün geworden, hässlich und verschmutzt. Arme Anne de Noailles, niemand kennt mehr deinen Namen. Du, so gefällig, so strahlend, im Angesicht des Sees, den du so geliebt hast, dienst nun als Vogelscheuche für die Möwen. ‹Sic transit gloria mundi›.»

1960, anlässlich der Enthüllung der Plastik «Bacchus’ erster Spazierritt» von Édouard-Marcel Sandoz (mit Bezug auf die Fête des Vignerons), äusserte sich Léon Savary in der Tribune de Genève abschätzig über das in nächster Nähe stehende Noailles-Denkmal:

«Et les promeneurs qui ont jeté un regard distrait au buste hiératique d’Anna de Noailles pourront, sans parcourir plus de quelques mètres, se plonger, en considérant le Bacchus, dans une antiquité plus authentique que celle de la bavarde comtesse.»

«Und die Spaziergänger, die einen geistesabwesenden Blick auf die hieratische Büste von Anna de Noailles geworfen haben, können, ohne mehr als ein paar Meter zurücklegen zu müssen, beim Betrachten des Bacchus in eine Antike eintauchen, die authentischer ist als jene der geschwätzigen Gräfin.»

## Beschreibung
Das Denkmal steht beim Hafen von Vevey am Rondpoint Melchers. 40 Meter nördlich, am Quai Perdonnet, steht die Plastik «Bacchus’ erster Spazierritt» von Édouard-Marcel Sandoz und noch etwas weiter nördlich, auf der anderen Strassenseite, das Henryk-Sienkiewicz-Denkmal von 2006.
Das Postament besteht aus einem schmucklosen Steinquader, auf dem die Inschrift «A ANNA DE NOAILLES» eingraviert ist.